# Pidotimod
Il Pidotimod (Denominazione comune internazionale) è un farmaco peptidico ad attività immunostimolante.
Pidotimod è una sostanza che agisce mediante la stimolazione e la regolazione della risposta immunitaria cellulare.

## Controindicazioni
Ipersensibilità individuale accertata verso il prodotto, con sindrome da iper-IgE, da somministrare lontano dai pasti.